# Norinco
China North Industries Group Corporation Limited,, відома за межами Китаю як Norinco Group — китайська державна корпорація, що виробляє автомобілі (вантажні, легкові і мотоцикли), устаткування, машинотехнічну продукцію, оптичну електроніку, обладнання для геологічної розвідки, товари хімічної промисловості, товари легкої промисловості, вибухові речовини, озброєння, обмундирування тощо. Компанія також займається цивільними проектами в будівельній галузі на території КНР і за її межами.
Корпорація спеціалізується на випуску та експортних поставках оборонної продукції, частина її зразків представлена виробництвом копій радянської техніки і озброєнь. Компанія виробляє складну військову техніку, включаючи системи залпового вогню, автомобілі-амфібії, протиракетні системи, системи ППО, обладнання для нічного бачення, інформаційні системи, високоефективні системи придушення, авіабомби, зброю для проведення антитерористичних операцій, стрілецьку і спортивну зброю.

## Галерея

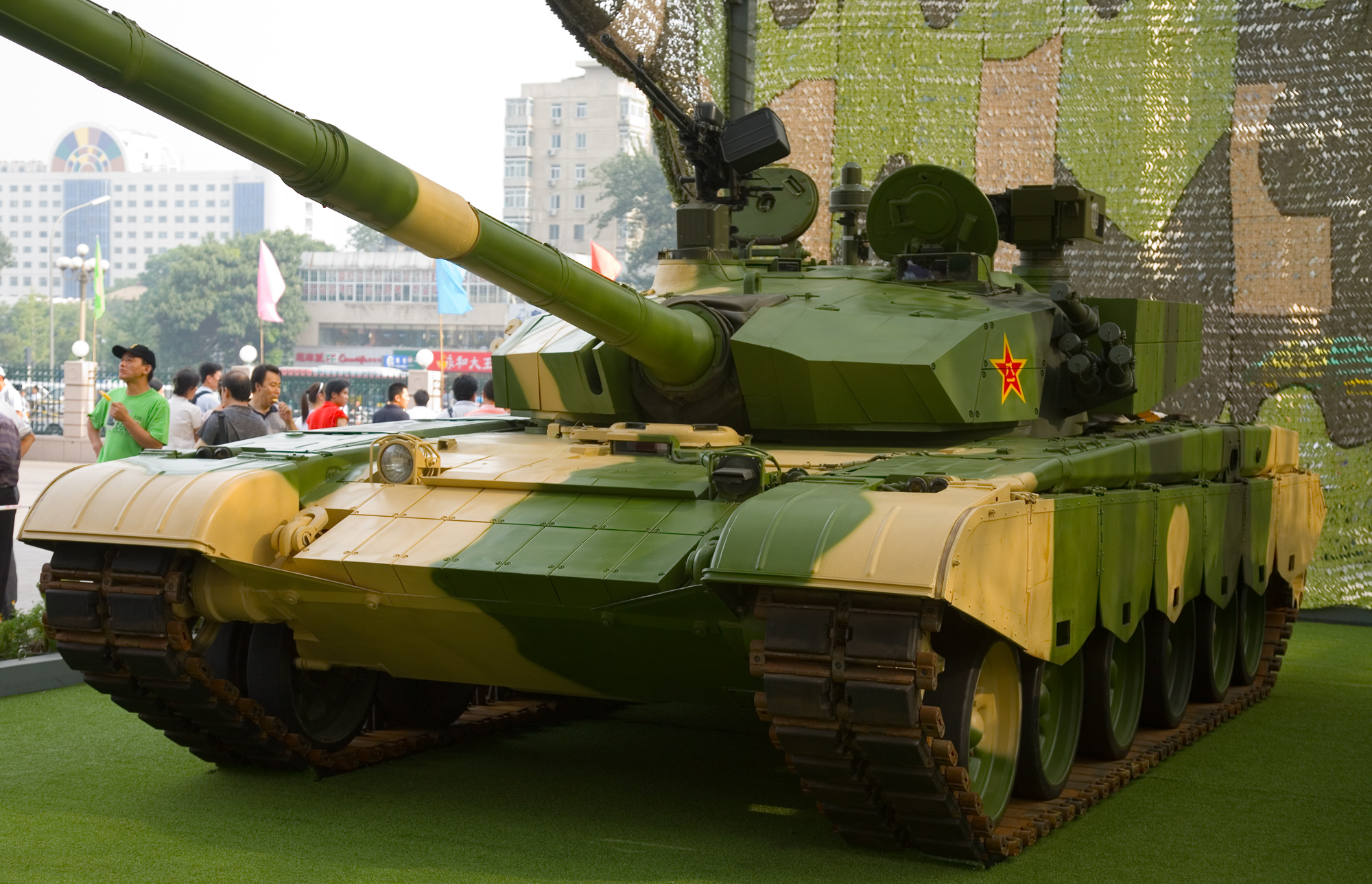
Танк Тип 99
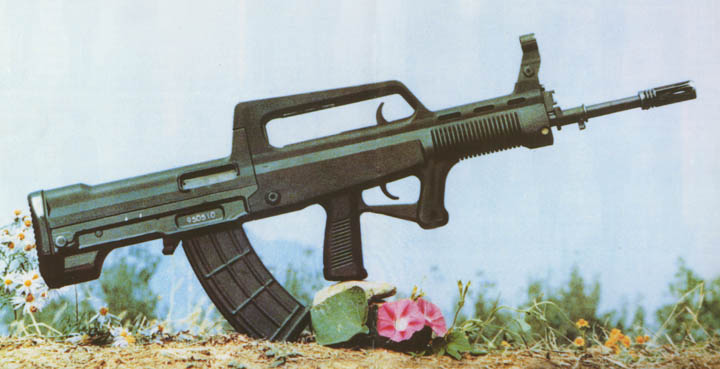
Автомат QBZ-95
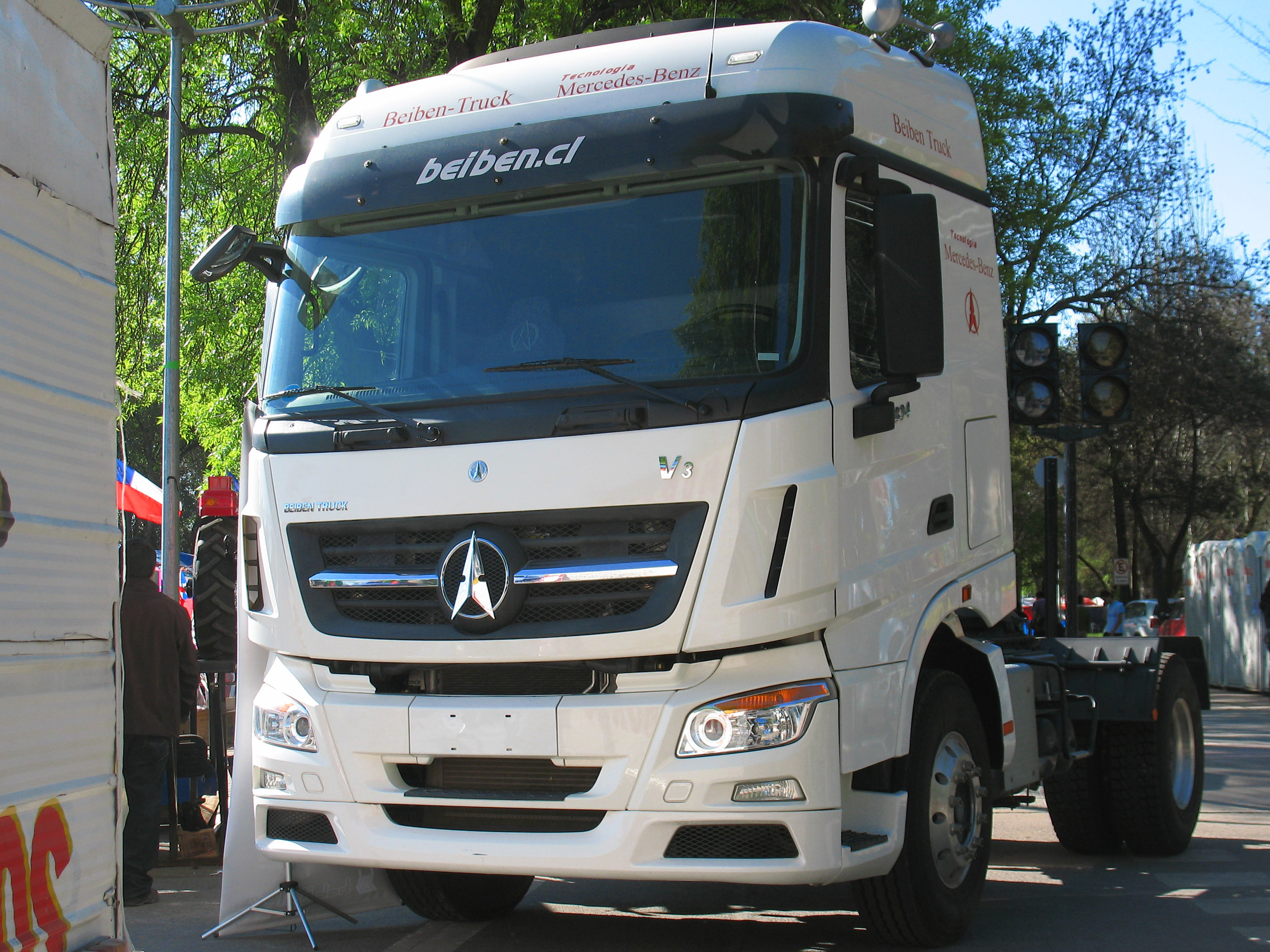
Beiben V3 1834